# ظهرة الشاووش (شرس)

تعديل مصدري - تعديل

ظهرة الشاووش هي إحدى قرى عزلة شرس الاسفل بمديرية شرس التابعة لمحافظة حجة، بلغ تعداد سكانها 97 نسمة حسب تعداد اليمن لعام 2004.